# 会議スケジュールソフトウェア
会議スケジュールソフトウェア（英: Appointment scheduling software）は、企業や専門家が予定表や予約を管理するためのソフトウェアである。この種類のソフトウェアは、予約ソフトウェアやオンライン予約ソフトウェアとも呼ばれる。

## ソフトウェアの種類
会議スケジュールソフトウェアは、デスクトップアプリケーションとウェブベースシステム（SaaSまたはクラウドベースシステムとも呼ばれる）の2つのカテゴリに分類される。

### デスクトップ
デスクトップアプリケーションは、通常、ライセンスが付与され、エンドユーザーが管理するコンピューターハードウェアにインストールされるプログラムである。このようなプログラムは、一般に機能とレポートの点で非常に堅牢であり、多くの場合カスタマイズできるが、1つの欠点は、多くの場合デスクトップアプリケーションには従業員や顧客がアクセスできるオンラインポータルがないことである。同様に、インストールされたアプリケーションは、エンドユーザーによる継続的なメンテナンス、サポート、およびアップグレードが必要になる。

### ウェブベース
ウェブアプリケーションは通常、ホストされたソフトウェアソリューションとして予約スケジューリングツールと機能を提供するサードパーティーのサービスプロバイダによって提供され、通常はウェブブラウザを介して提供される。一般的な利点の1つは、顧客が自分の予定を予約できることである。これにより、顧客は24時間年中無休で専門家のスケジュールにアクセスし、インターネットを介してオンラインで予約できるため、予約のスケジューリングが容易になる。この種類のソフトウェアは、更新がクラウドに直接実装されるため、ユーザー側での更新は必要ない。

### モバイル
スマートフォンでは、予約スケジュールのモバイルアプリを利用できる。ユーザーはアプリを閲覧して、最適なサービスプロバイダーを探し（品質と予算の両方を考慮に入れて）、同じサービスプロバイダーの予約をリクエストできる。一部のモバイルアプリケーションは、顧客とプロバイダーの両方に同じアプリを使用するが、一部のモバイルアプリケーションは両方に異なるアプリを使用する。さまざまな業界がこのようなアプリを使用して成功している。

## 特徴
アプリケーションがデスクトップベースであるかWebベースであるかに関係なく、ほとんどの会議スケジュールソフトウェアには次の主要な機能がある。
1. オンラインで24時間年中無休
2. 統合された顧客関係管理システム
3. 予約統計を監視する機能
4. スケジュールのアクセス制御
5. オンライン支払いを受け入れる機能
6. 電子メール/SMSによる自動リマインダーと通知
7. 会議室や設備、備品を予約する機能

さまざまな価格体系がある。デスクトップアプリケーションでは、買い切りのライセンス料という従来のソフトウェアライセンスモデルが主流である。サブスクリプションベース、広告ベース、従量制、予約毎の課金、無料のWebベースのシステムなどがある。

## 顧客予約管理ソフトウェア
顧客予約管理管理（customer appointment management, CAM）は、在宅サービスのアポイントメントの到着を自動的にルーティングおよびスケジュールする、大規模なモバイルワーカーを抱える企業を対象としたアポイントメントスケジューリングソフトウェアの一種です。ソフトウェアは、サービスとしてのソフトウェアモデルを使用して、インターネットを介して企業に配信されます。
顧客予約管理ソフトウェアは、モバイル従業員の作業パターンを学習してサービス技術者の到着時間を正確に予測し、顧客の待機時間を60分に狭める独自のアルゴリズムを利用する。
顧客予約管理ソフトウェアはブラウザベースのシステムであり、スケーラビリティと柔軟性を提供し、先行投資が不要で、専用のITサポートや継続的なメンテナンスを必要としない。そのSaaSオープンアーキテクチャにより、柔軟な価格設定モデル、展開速度、および使いやすさが可能となる。
顧客予約管理ソフトウェアは現在、コックスコミュニケーションズなど、米国の上位10社のケーブル会社のうち5社で使用されており、スペイン最大のブロードバンド通信プロバイダーであるONO（スペイン） 等のヨーロッパブロードバンド会社でも使われている。